# TB Tvøroyri
TB Tvøroyri (TB står for Tvøroyrar Bóltfelag, som betyder Tvøroyri's Boldklub) er Færøernes ældste fodboldklub. Den blev grundlagt i 1892. 
Udover fodbold er der også andre sportsgrene i TB, disse har dog deres egne bestyrelser og regnskaber, men navnet er fælles. Der er volleyball, bordtennis og håndbold.

## Historie
TB blev etableret i 1892, som Færøernes første fodboldklub. Klubben har helt fra start spillet deres hjemmekampe ved Sevmýri i den østlige del af Tvøroyri. Men kort tid før fodboldsæsonen var slut i 2010 fik TB besked på, at fodboldbanen ved Sevmýri ikki ville blive godkendt for 2011 sæsonen. Der blev ikke lavet nogen ny bane i 2011, og TB blev derfor nødt til at finde et andet sted at spille deres hjemmekampe. De spillede i den næstbedste division i 2011, derfor kunne de godt få lov til at spille deres kampe i Hvalba, hvis de fik lov fra Royn Boldklub, og det fik de lov til. Hele 2011 sæsonen spillede TB deres hjemmekampe i Hvalba, dvs. at både spillere og fans blev nødt til at køre gennem en en-sporet tunnel for at se TB hjemmekampe. TB blev nummer to i 1. division og rykkede op i Effodeildin sammen med FC Suðuroy. Det stod klart, at TB skulle have et nyt stadium, og det blev besluttet, at dette skulle bygges i Trongisvágur, som ligger inderst i bunden af fjorden. Trongisvágur, Tvøroyri og Froðba er vokset sammen, så man ikke kan se nogen klar grænse, og alle bygder er i samme kommune, Tvøroyrar kommune. Den nye fodboldbane nåede ikke at blive klar til sæsonens start, derfor spillede TB sine første kampe i Effodeildin 2012 i Vágur, på FC Suðuroy's hjemmebane. Men den 29. april var den nye fodboldbane Við Stórá klar og der blev holdt taler og andre festivitas for at fejre begivenheden. Som et ekstra plus vandt TB kampen, som var mod ÍF Fuglafjørður, 1-0. TB klarede sig igennem hele fodboldsæsonen og overlevede i Effodeildin, det blev først afgjort ved den allersidste kamp, som tilfældigvis var imod B68 Toftir, som også kæmpede for undgå nedrykning. TB havde gode odds, eftersom de havde hjemmebane og havde bedre mål score, så de kunne tillade sig at tabe med op til 3 måls forskel. Det endte med at blive lige præsic tre mål til forskel, resultatet blev 1-4, så TB spillede også i Effodeildin i 2013, medens B68 Toftir og FC Suðuroy rykkede ned i 1. division. I 2013 endte TB på næstsidste plads og rykkede ned i 1. deild. I 2014 vandt TB 1. deild og rykkede op i Effodeildin. I 2015 og 2016 endte holdet på en 7. plads og bevarede pladsen i den øverste række. 

### Samarbejde mellem TB, FC Suðuroy og Royn
I efteråret 2016, da det stod klart, at FC Suðuroy endnu engang ikke formåede at rykke op i Effodeildin, besluttede øens tre klubber, TB, FC Suðuroy og Royn, at de ville fusionere til en klub, men at 2017 ville blive et forsøgsår, for at se, hvordan det gik. Holdet kaldtes TB/FC Suðuroy/Royn, men blandt tilskuerne kaldtes holdet Suðringar, eftersom det andet er for langt med otte stavelser. Samarbejdet kørte over to sæsoner, men efter 2018 sæsonen var slut, da besluttede TB, at de ville fortsætte som TB. Samarbejdet var derefter slut, og TB fortsatte med at spille i herrernes bedste fodboldrække, mens Royn rykkede ned i 3. division, og FC Suðuroy rykkede ned i 2. division, fordi deres hold som spillede i 1. division, da samarbejdet startede, nu var rykket ned i 2. division.

### TB Tvøroyri fortsætter som tidligere
I 2019 spillede TB i Betrideildin med Zoran Pavlovic som træner. Holdet endte på 8. plads. I 2020 spiller holdet igen i Betrideildin med den tyske træner Michael Lundsgaard Winter. Træneren skaffede 4 unge danske spillere til holdet: Sebastian Kroner, Rasmus Møller, Frederik Mehder og Mads Raben, og derudover fortsatte den svenske Ken Fagerberg og den senegalesiske midtbanespiller Ndende Adama Guéye, der har spillet for færøske klubber siden 2008, at spille for TB. Begge sluttede sig til TB sommeren 2019, efter at have spillet for 07 Vestur. Derudover blev to unge spillere fra Ghana også en del af truppen.

## Truppen
Pr. 10. Mars 2025.
| Nr. | Land     | Position | Spiller             |
| --- | -------- | -------- | ------------------- |
| 1   | Danmark  | MM       | Anders Tønnesen     |
| —   | Færøerne | MM       | John Jacobsen       |
| -   | Færøerne | FO       | Aron Sörensen       |
| -   | Færøerne | FO       | bartal Petersen     |
| -   | Ghana    | FO       | Musah Armah         |
| 7   | Færøerne | MI       | Erik Johansen       |
| -   | Færøerne | MI       | Mikal Tummasarson   |
| -   | Færøerne | MI       | Nikolei Johannesen  |
| -   | Norge    | MI       | Markus Thorberg     |
| -   | Færøerne | MI       | Rógvi Joensen       |
| -   | Færøerne | AN       | Einar Thorsteinsson |
| -   | Færøerne | AN       | Jannik Dalfoss      |
| -   | England  | AN       | Marley Blair        |
| -   | Gambia   | AN       | Maha Samba          |
| 14  | Ghana    | FO       | Samudeen Musah      |
| 11  | Færøerne | FO       | Eirikur Ellendersen |
| 12  | Færøerne | MM       | Olivur Øster        |
| 13  | Færøerne | FO       | Torkil Holm         |

| Nr. | Land     | Position | Spiller                    |
| --- | -------- | -------- | -------------------------- |
| 15  | Senegal  | FO       | Ndende Adama Guéye         |
| 16  | Færøerne | FO       | Eyðtór Joensen             |
| 19  | Færøerne | FO       | Tummas Pauli Christiansson |
| 27  | Færøerne | FO       | Gilli Sørensen             |
| 30  | Færøerne | MI       | Aron Arnholdsson           |
| 5   | Færøerne | FO       | Ragnar Joensen             |

## Trænere
Listen er ikke komplet:
| - Sverre Midjord (1968-1971) - Jørgen Marius Kølleskov (1972) - Sigmund Nolsøe (1983) - Henrik Thomsen (1983) - Benadikt Valdisson (1984) - John Rødgaard (1985) - Egill Steintórsson (1986 - 1987) - Svend Petersen (1988) - Hans Pauli Holm (April 1989 - Juni 1989) - Per Henning Jensen (1990) - Finn Røntved (1991-92) - Dánjal Hofgaard (1993) - Sigvald Steinkross (Okt. 1995) - Frank Skytte (March 1995 - Sep. 1995) - Egill Steintórsson (Aug. 1998 - Okt. 1998 - Egill Steintórsson (Marts 1999 - April 1999) - Lynge Nielsen (Marts 2000 - April 2000) - Per Mikkelsen (Marts 2001 - April 2001) - Håkon Winther (April 2001 - Juni 2001) | - Milan Cimburovic (Aug. 2001 - Sep. 2001) - Zoran Mancic (Marts 2002 - Maj 2002) - Lynge Nielsen (Juni 2002 - Sep. 2002) - Jón Johannesen (Sep. 2002 - Oct. 2002) - Jón Johannesen (2004) - Milan Milanovic (2005) - Oddbjørn Joensen (2006) - Jan Nielsen (Januar 2007 - 13. april 2007) - Milan Cimburovic (13 April 2007 - juli 2007) - Krzysztof Popczyński (Aug 2007–Juli 08) - Jón Johannesen (31. Juli 2008-?) - Pól F. Joensen (2009) - Jón Johannesen (Jan 2010–Dec 11) - Milan Kuljic (Jan 2012–Nov 12) - Hans Fróði Hansen (December 2012–juli 2013) - Bill Mcleod Jacobsen (midlertidig 23. juli 2013 - 14. aug. 2013) - Páll Guðlaugsson (fra 14. aug. 2013 - 3. okt. 2015) - Robert F. Roelofsen (fra 3. okt. 2015 - 1. juni 2016) - Sigfríður Clementsen (fra 6. juni 2016 - 31. okt. 2016) - Michael Lundsgaard Winter (fra januar 2020 - ) |

## Billeder
- TB Tvøroyri mod B68 Toftir ved den allersidste og afgørende kamp i Effodeildin i 2012, hvor TB tabte 1-4, men vandt kampen om at bevare pladsen. B68 Toftir rykkede ned.
- TB Tvøroyri's farver er sort/hvidt i striber. En af spillerne på billedet er Óli Johannesen, som med 83 landskampe har spillet næstflest kampe spillet for Færøernes fodboldlandshold.
- TB's gamle fodboldstadium ved Sevmýri, Tvøroyri. Det blev nedlagt sent i 2010.
- TB's nye fodboldstadium Við Stórá i Trongisvágur, åbnede den 29. april 2012.
- TB/FC Suðuroy/Royn (i grønne trøjer) i deres første kamp som ny klub i Effodeildin i 2017, som de vandt 2-1 mod ÍF.

## Eksterne links
- Wikimedia Commons har flere filer relateret til TB Tvøroyri
- TB Tvøroyri's hjemmeside